# Richard K. Guy
Richard Kenneth Guy (født 30. september 1916, død 9. marts 2020) var en britisk matematiker, som var professor emeritus ved afdelingen for matematik på University of Calgary.